# Lancinae
Lancinae is een onderfamilie van weekdieren uit de klasse van de Gastropoda (slakken).

## Geslacht
- Lanx Clessin, 1880